# 薛爱国
薛爱国（1958年4月—）山东宁阳人，中国人民解放军少将。

## 生平
1976年3月参加工作，1979年4月加入中国共产党。石家庄陆军指挥学院作战指挥专业毕业。历任战士、学员、连长、参谋、科长、旅副参谋长、旅长、师长。2007年，任陆军第三十八集团军参谋长。2010年，任陆军第三十八集团军副军长。2010年12月，任陆军第二十七集团军军长。2016年8月，任中国人民解放军中部战区陆军副司令员。
2013年，当选第十二届全国人民代表大会解放军代表。